# Calceolaria valdiviana
Calceolaria valdiviana là một loài thực vật có hoa trong họ Calceolariaceae. Loài này được Phil. mô tả khoa học đầu tiên năm 1857.